# Oberboihingen
Oberboihingen település Németországban, azon belül Baden-Württembergben. Lakosainak száma 5796 fő (2023. december 31.).

## Népesség
A település népessége az elmúlt években az alábbi módon változott:
| Lakosok száma | 3718 | 5601 | 5522 | 5616 | 5696 | 5796 |
|               | 1975 | 2017 | 2019 | 2021 | 2022 | 2023 |